# Хидимба
Хидимба (санскр. हिडिम्‍बा) — ракшаса, герой древнеиндийского эпоса «Махабхарата», брат Хидимби и дядя её сына Гхатоткачи. Соблазнившись видом проходивших через лес Пандавов и Кунти, ракшасы-людоеды Хидимба и Хидимби захотели их съесть. Хидимба поручил своей сестре убить пятерых братьев и их мать, но она с первого взгляда влюбилась в Бхиму и не смога выполнить возложенную на неё миссию. Желая соблазнить Бхиму, она превратилась в необыкновенно прекрасную женщину. Разъярённый Хидимба сам вступил в схватку с Бхимой, но потерпел поражение и погиб от руки могучего витязя.